# Trichomasthus assamensis
Trichomasthus assamensis är en stekelart som beskrevs av Hayat och Basha 2003. Trichomasthus assamensis ingår i släktet Trichomasthus och familjen sköldlussteklar. Inga underarter finns listade i Catalogue of Life.